# Rubato

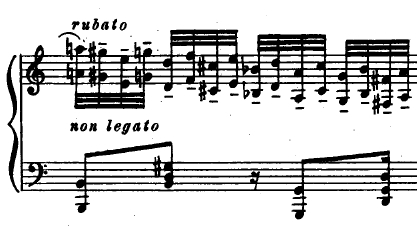
Fragment uit Bartóks 1e Rhapsodie, op.1 (1904)

Rubato of tempo rubato (Italiaans voor geroofde tijd) is een muzikale voordrachtsaanwijzing met de betekenis: vrij in tempo. De uitvoerende musicus wordt geacht ritmisch gelijk genoteerde noten qua tempo ongelijkmatig te spelen, zodat het muziekstuk meer gaat leven.

## Soorten
Om een goed klinkend rubato uit te voeren, dient de muzikale logica gerespecteerd te worden, en het metrum 'volgbaar' te blijven.
Er zijn verschillende 'soorten' rubato:
- Agogisch rubato, waarbij kleine timingsnuances per noot worden aangebracht
- Metrisch rubato, waarbij geleidelijke versnellingen en vertragingen worden gespeeld
- Ritmisch rubato, waarbij bijvoorbeeld in zich herhalende ritmische motieven gevarieerd wordt met de timing. Dit wordt ook bijvoorbeeld in passagewerk regelmatig toegepast.
- Combinaties van bovengenoemde drie.

## Toepassing
De techniek van het rubato werd voor het eerst uitvoerig gebruikt en voorgeschreven in de muziek van Chopin, en kwam tot grote bloei in de Romantiek. In de loop der tijd is er veel te doen geweest over hoe rubato dient te worden uitgevoerd. Er was een stroming die vond dat de begeleiding strikt metrisch moest doorlopen onder een met vrijheid gespeelde melodie (waarbij dus melodienoten vaak net voor of na de 'tel' kwamen te vallen), er was echter ook een stroming die vond dat melodie en begeleiding gelijktijdig rubato moesten spelen. Beide zienswijzen worden tegenwoordig naast elkaar gehuldigd.
Er wordt overigens vaak 'rubato' gespeeld waar componisten het niet expliciet in de partituur vermelden, om tot een levendige uitvoering te komen. Soms gaat dat ten koste van de compositie, en kan toepassing van rubato sentimenteel of overdreven overkomen. De mate waarin uitvoerenden rubato spelen is dus van groot belang. Het komt in hedendaagse uitvoeringen ook voor dat er 'rubato' wordt gespeeld waar de componist het expliciet niet bedoeld heeft. Gezien de vele stromingen en opvattingen van 'rubatospel' is rubato derhalve een van de meest onbegrepen en omstreden termen uit de muziek.
Een voorbeeld van rubato in de klassieke muziek is het begin van Le Sacre du printemps van de componist Igor Stravinsky, waar een fagot alleen begint met een rubato gespeelde melodielijn. Pas als andere instrumenten inzetten wordt het tempo van belang.
Andere aanduidingen voor tempomodulaties zijn accelerando (versnellen) of ritenuto (vertragen). Het zijn vaak combinaties van accelerandi en ritenuti die een rubato effect opleveren. De tegenhanger van rubato is Alla misura. Bij deze aanwijzing dient men juist zeer strak in de maat te spelen.